# Cheddar Gorge

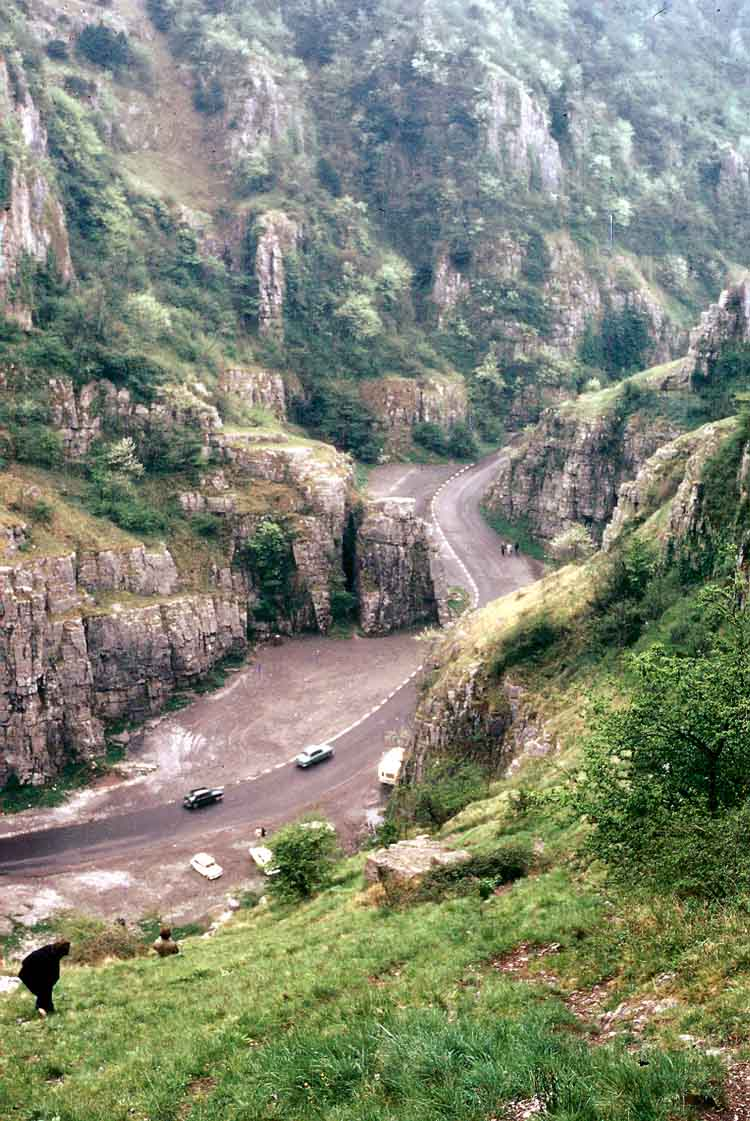
Cheddar Gorge

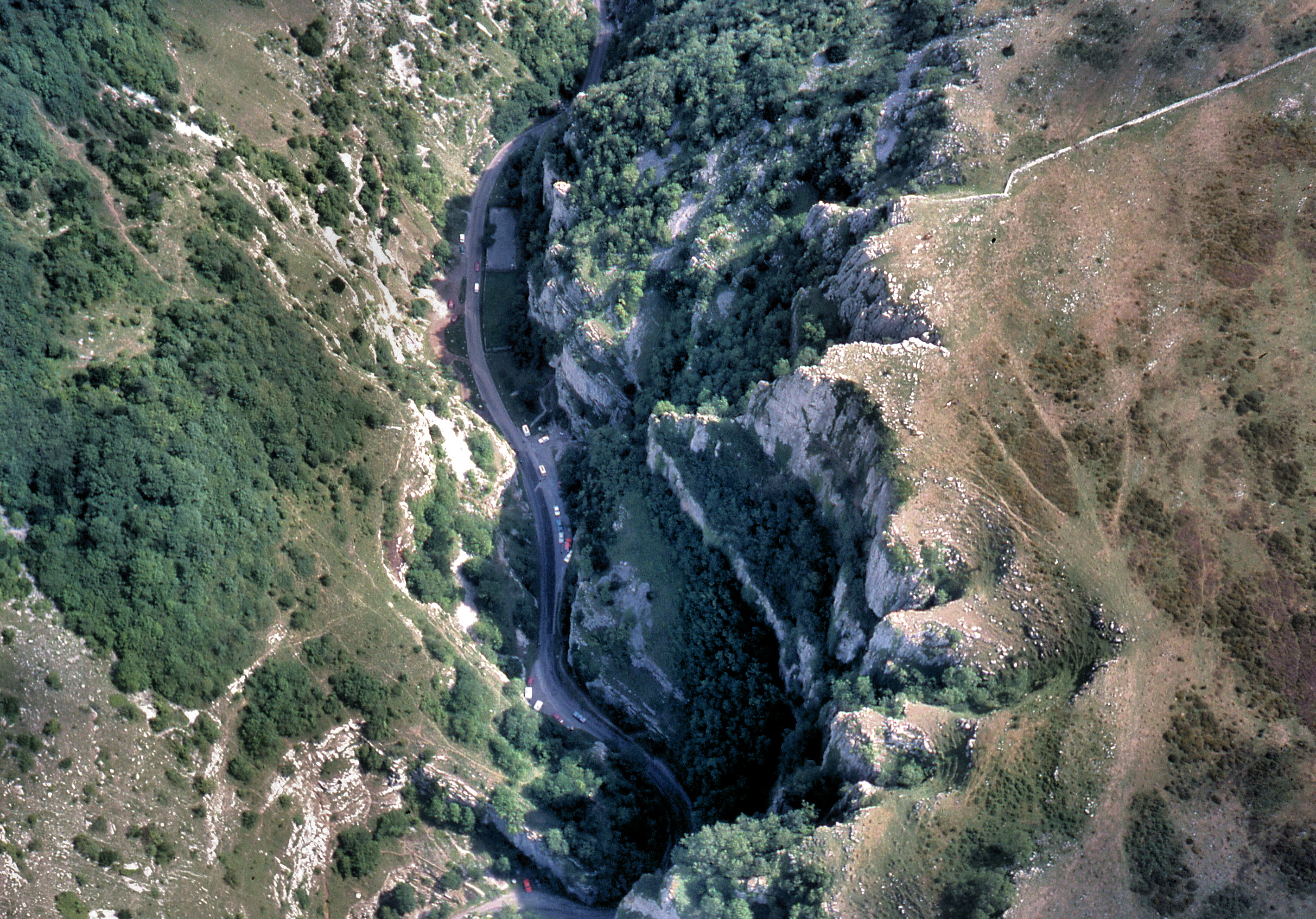
Widok na Cheddar Gorge z lotu ptaka

Cheddar Gorge – wapienny wąwóz w Wielkiej Brytanii, w pobliżu wioski Cheddar, w południowej części masywu wzgórz Mendip, na terenie hrabstwa Somerset w Anglii. W skałach tworzących wąwóz znajduje się wiele jaskiń, gdzie w 1903 roku odnaleziono najstarszy ludzki szkielet na Wyspach Brytyjskich, nazwany Człowiekiem z Cheddar, liczący około 9000 lat oraz liczne pozostałości z późnego paleolitu górnego. Cheddar Gorge jako przykład klifu mrozowego uformował się przez powodzie roztopowe podczas zimnych okresów peryglacjalnych, które miały miejsce w ciągu ostatnich 1,2 miliona lat. W epokach lodowcowych wieczna zmarzlina zablokowała jaskinie lodem i zamarzniętym błotem, czyniąc wapień nieprzepuszczalnym. Powodzie roztopowe podczas krótkiego lata zmusiły się do wypłynięcia na powierzchnię, rzeźbiąc w tym czasie wąwóz.
Każdy kolejny epizod peryglacjalny powodował dalszą erozję.  W cieplejszych okresach interglacjalnych drenaż odbywał się pod ziemią, tworząc jaskinie i pozostawiając suchy wąwóz. 
W jaskiniach, powstałych na skutek działalności wody, występują liczne stalaktyty i stalagmity.
Cheddar  Gorge wraz z jaskiniami i pobliską wioską Cheddar jest popularną atrakcją turystyczną przyciągającą około pół miliona turystów rocznie.

## W kulturze
- Jaskinie w Cheddar Gorge były bezpośrednią inspiracją J.R.R. Tolkiena dla Aglarond - kompleksu jaskiń w Helmowym Jarze w Rohanie, zwanych Błyszczącymi Pieczarami[5].